# 아즈마촌 (군마현 세타군)
아즈마촌(일본어: 東村)은 일본 군마현 동부 세타군에 속했던 촌이다. 2006년 3월 27일에 닛타군 가시카케정, 야마다군 오마미정과 합병해 미도리시가 되어 폐지되었다.

## 지리
주위가 산으로 둘러싸여 있고 골짜기 강가에 취락이 발달하고 있다. 와타라세강을 따라 국도 122호와 와타세 계곡 철도가 깔리고, 또한 마을 지역의 거의 중앙부에는 구사기댐으로 막힌 와타라세강이 구사기호를 형성한다.

## 역사
- 1889년 4월 1일 - 정촌제 시행에 수반해 미나미세타군, 아즈마군이 설치되었다.
- 1896년 4월 1일 - 히가시군마군과 미나미세타군이 합병해 세타군이 되었다.
- 2006년 3월 27일 - 닛타군 가시카케정, 야마다군 오마마정과 합병해 미도리시가 되었다. 촌사무소 청사는 미도리시 히가시지소가 되었다.

## 교통

### 철도
- 와타라세 계곡 철도 와타라세 계곡선

### 도로
- 국도 제122호선